# Николо-Кропоткинский сельский округ
Николо-Кропоткинский сельский округ — упразднённая административно-территориальная единица, существовавшая на территории Талдомского района Московской области в 1994—2004 годах.
Николо-Кропоткинский сельсовет был образован в первые годы советской власти. По данным 1923 года он входил в состав Семёновской волости Ленинского уезда Московской губернии.
В 1924 году к Николо-Кропоткинскому с/с был присоединён Лозынинский с/с.
В 1926 году Николо-Кропоткинский с/с включал село Николо-Кропотки, деревни Бабино, Гора, Лозынино, Момолкино, Ожигово и Прусово, а также 3 хутора.
В 1929 году Николо-Кропоткинский с/с был отнесён к Ленинскому району Кимрского округа Московской области.
27 декабря 1930 года Ленинский район был переименован в Талдомский район.
21 августа 1936 года к Николо-Кропоткинскому с/с был присоединён Измайловский с/с (кроме селения Мокряги). Одновременно из Николо-Кропоткинского с/с в Разорёно-Семёновский сельсовет было передано селение Головачево.
14 июня 1954 года к Николо-Кропоткинскому с/с были присоединены Больше-Семёновский и Разорёно-Семёновский с/с.
1 февраля 1963 года Талдомский район был упразднён и Николо-Кропоткинский с/с вошёл в Дмитровский сельский район. 11 января 1965 года Николо-Кропоткинский с/с был возвращён в восстановленный Талдомский район.
30 мая 1978 года в Николо-Кропоткинском с/с были упразднены селения Бабино и Мокряги.
23 июня 1988 года в Николо-Кропоткинском с/с была упразднена деревня Бибиково.
3 февраля 1994 года Николо-Кропоткинский с/с был преобразован в Николо-Кропоткинский сельский округ.
3 июня 2004 года Николо-Кропоткинский с/о был упразднён, а его территория передана в Ермолинский с/о.